# 松平真次
松平 真次（まつだいら さねつぐ）は戦国時代から江戸時代にかけての武将・旗本。大給藩松平家の祖。

## 略歴
天正5年（1577年）大給松平家5代松平真乗の次男として三河国大給城で生まれた。なお真次の出生時、父はすでに戦死していた。天正18年（1590年）徳川家が関東に移封されると兄の松平家乗は上野国那波藩主となる。慶長元年（1596年）には兄・家乗は従五位下・和泉守に叙任された。当時の徳川家では諸大夫は10人のみであり大給松平家の家格の高さがうかがえる。
慶長2年（1597年）4月武蔵、上野両国の賊徒の首長13人が徒党して上野国飯塚に楯籠る。真次、家臣を率いて討伐に向かい、自ら其人をとらえ、その際は家臣等討ち取り、また生け捕りにする。真次は齢20にして武勇を轟かせる事となった。
慶長19年（1614年）駿府に参上し大御所徳川家康に仕える旨を申し上げたところ、家康の仰旨により江戸に下り真次の三従弟にあたる徳川秀忠附となり、この冬の大坂の陣でも秀忠に供奉した。元和元年（1615年）夏の陣では5月7日の戦いにて首級を獲て、なおも進み三之丸に乗り入れて敵に槍をつけ首をとって引かす。その時、手負の戸田重宗が窮地に立たされるのを見て、真次は馬を馳せて敵の首をつきふせ、残る敵を追い払って重宗を助けて帰り、直ちに御備先に参上して供奉した。後、岡山の御陣営にて酒井忠世、本多正信について首実検を行い、その戦功をしるされた。
同年、大坂の陣における功によって上野国内から采地1000石を賜い、従五位下に叙される。寛永4年（1627年）大番頭に進み2000石を加えられる。この時加増分を上野国内から与えられるところを真次、先祖の旧領を望み、三河国加茂郡大給3000石へ加増移封となった。寛永12年（1635年）12月14日には上総国において4000石を加賜され、のち4000石は三河国加茂郡足助、額田郡奥殿にうつされ都合7000石の旗本となった。寛永20年（1643年）職を辞し、正保3年（1646年）に卒去。享年70。

## 真次の死後
真次は長男（養子）の乗真に4000石と家督を、次男の乗次に3000石を分知するよう命じた。真次の死後、長男・乗真は養子の立場である自分が実子を差し置いて家督を継ぐ事をよしとせず、「自分は真次の養子となったのは世嗣が無かったからであるが、今は乗次がいる。乗次が家督を継承して4000石を賜るべきだ」と主張した。次男で実子の乗次もまた「父の命には背きがたい」として、互いに相譲り、兄弟各志を立て「希望が叶わなければ出家遁世する」と訴えてやまなかった。やがてこの件が将軍・徳川家光の台聴に達した所、家光は「兄弟の義を重んじて礼譲ある事この上ない」と思し召し、乗真には遺領3000石と養子惣領を、乗次には遺領4000石と父の血統を継がせた。
その後、2代松平乗次、3代松平乗成と続いたが乗成には嫡子がおらず初代真次の外曾孫である本田正宣（松平乗真）が4代目となり、以降は乗真の系統で幕末まで続く。7代松平乗友は文化人として有名な玄々斎千宗室、渡辺規綱兄弟の父であり8代松平乗尹の子には若年寄の永井尚志がおり、11代の松平乗謨は老中兼陸軍総裁として幕末の幕府の中枢を担った。11代乗謨は大給恒と改名し日本赤十字社を創立した。初代真次の血統は12代伯爵大給左まで続いたが左に嗣子はなく、尾張徳川家から大給義龍を養子に迎えた。13代義龍の妻は元皇族の湛子女王である。

## 系譜
- 父：松平真乗：大給城主 大給松平家5代
- 母：戸田忠重の娘
- 松平真次の実子
  - 次男：松平乗次：真次流大給松平家2代 大給藩初代藩主
  - 娘：松平乗真（肥前守）の室
  - 娘：畠山義里の室 この系統が後に真次流大給松平家を継ぐ

①松平真次ー畠山義里室ー本多正種室ー④松平乗真（縫殿頭）
①松平真次ー②松平乗次ー③松平乗成＝④松平乗真（縫殿頭）
- 松平真次の養子
  - 長男：松平乗真（肥前守） ：内藤信広の次男。元は嫡子であったが、養父に実子の乗次が誕生した事により家督を辞退し、7000石のうち3000石が分知され大身旗本となった。